# Pontosz
Pontosz (ógörögül: Πόντος, latinul: Pontus) földrajzi névvé váló ókori ország Észak-Anatóliában, a mai Törökország területén. A név görögül eredetileg egyszerűen a Fekete-tenger neve. Később a tengernév kiegészült ógörögül: Πόντος Εὔξεινος (azaz Pontosz Euxeinosz, latinul Pontus Euxinus) alakra. Pontosz, mint földrajzi és politikai fogalom első említései idején déli partvidékének keleti felén létesített ógörög gyarmatvárosokat jelentette.
Klasszikus kori ejtése: „póntos”, a hellén koiné idején „pˈo̞nto̞s”, a bizánci korban „pˈontos”.

## Földrajza
Az anatóliai prehellén államok kialakulása során területe nagyjából állandósult, a szárazföldön a Halüsz nagy kanyarjának vidéke tartozott hozzá. Paphlagonia, Galatia, Kappadókia, Armenia, Kolkhisz területei határolták. Lakossága a görög gyarmati előzmények miatt európai jellegű, ezért néha Fehér-Szüria (Leukoszüria) a neve.

## Története
Pontosz állandó területe a Pontoszi-hegység volt, amely a Fekete-tenger déli partjai mentén húzódik, és átmenetet képez az anatóliai fennsík és a Kaukázus között. Ezen a hegyvidéken a legfontosabb átkelési lehetőség a Halüsz folyó volt. A hegység gyakorlatilag elzárta a partvidéket a belső területektől, ezért a pontosz-vidék már nagyon korai korokban önálló politikai útra léphetett.Bár Pontosz csak a görög korban alakult ki, a térség történelme sokkal régebbi időkre nyúlik vissza. Már az i. e. 2. évezred elején a Hettita Birodalom kialakulásában is szerepet játszó Zalpa is itt, a mai Bafra település közelében helyezkedett el. A későbbi hettita történelem során sorra alakultak a későbbi görög városok elődei, mint Szinuva (később Szinope) vagy Kummani (később Komana). Ide számítható valószínűleg a hettiták szent városa, Nerik is. Az i. e. 2. évezred második felében a földrajzi adottságok lehetővé tették, hogy a kaszkák leválasszák Pontosz területét a Birodalomról, és önálló, vagy részben önálló fejedelemségeket hoztak létre. Legfontosabb önálló királyságuk Tipijasz volt, királya pedig Pihhunijasz, II. Murszilisz uralkodása idején.
A hettita állam bukásában is nagy szerepet játszott a Pontosz területén keresendő Hakpisz tartomány önálló hercegi territóriummá alakulása III. Hattuszilisz trónra lépését megelőzően. A tengeri népek vándorlásától Lüdia megerősödéséig (i. e. 12. század–i. e. 7. század) a terület történetéről – írásos források hiányában – csak a régészet eredményei alapján lehet képünk, illetve a folyamatos lakottságot a településnevek hettita–görög egyenes leszármazása is erősíti. Ez a kor a görög eposzok és mítoszok kora. A görögség számára Pontosz egy mérhetetlen messzeségben lévő, titokzatos és varázslatos világ volt, ahogyan azt az Aranygyapjú legendája mutatja. A Kolkhisz felé tartó görög hajósok utolsó állomásai a pontoszi városok voltak.
A korai görög gyarmatosítás idején a meglévő települések mellett görög kolóniák alakultak. Ezek egyszerre halászfalvak és kereskedelmi kikötők, pihenő- és átrakodóhelyek voltak. Ezek a települések szolgáltak kiindulásul a tengeren érkező árucikkek Anatólia belsejébe szállításához. A Méd Birodalom és Lüdia osztozott a területen, majd az Óperzsa Birodalom részévé vált. Hosszú időn keresztül Perzsia részét képezte, de már az i. e. 4. századtól örökletes kormányzói voltak. III. Dareiosz bukását követően a korábbi satrapa, Mithridatész vezetésével részlegesen önállósodott, és i. e. 281-től királyi címet vett fel. Önállóságát a diadókhosz államok egymás közti harcai tették lehetővé.
A pontoszi uralkodóház – miután függetlenségét biztosította – terjeszkedésbe kezdett a tengerpart nyugatabbra eső részén is. Az i. e. 2. század elején a stratégiailag és gazdaságilag is rendkívül fontos Szinope is Pontosz fennhatósága alá került. Ez alapját képezte a Phrügia feletti ellenőrzésnek is, amelyet a Római Köztársasággal kötött szerződés alapján szereztek meg. A keleti terjeszkedést Kolkhisz bekebelezése mutatja.
VI. Mithridatész végül nagyszabású hódításokba kezdett Armenia Magna szövetségeseként. Kisázsia nagy részét elfoglalta, behatolt a Balkán-félszigetre, átvette a Boszporoszi Királyság trónját is. Egyes vélemények szerint ezen sikereit csak Róma belső instabil korszakának köszönheti, mások ebben az ő személyes nagyságát látják, párosítva ezt II. Tigranész armeniai király személyes tehetségével. Az bizonyos, hogy a Római Köztársaságnak nehéz periódust jelentett a pontoszi–örmény szövetség.
Lucius Cornelius Sulla (i. e. 86–85), majd Cnaeus Pompeius Magnus (i. e. 65) győzelmeket arattak Pontosz felett, de ezután következett a polgárháború időszaka. II. Pharnakész Caius Iulius Caesartól szenvedett vereséget (zelai csata, i. e. 47). Mégis Pontosz nagyon hosszú időn keresztül cliens-királyság maradt, és csak II. Polemón halála után, 63-tól lett Bithynia et Pontus néven provincia, majd a diocletianusi közigazgatási reform után önállóan Pontus.
A Római Birodalom felbomlásakor a Keletrómai Birodalom fennhatósága alá került, és a keresztes háborúk korában Pontosz gyakorlatilag újraéledt a Trapezunti Császárság formájában. Az újkori történelemben 1917–1922 között a Pontusi Köztársaság elevenítette fel. A mai Törökországban fekete-tengeri régió keleti része körülbelül megfelel a történelmi Pontosznak.

## Külső hivatkozások
- The Eternal Treaty from the Hittite perspective, Trevor Bryce, BMSAES 6 (2006.), pp. 1–11
- Hittites.info
- History of Pontus (angolul)
- PontosWorld (angolul)